# El Rosario, Ocosingo
El Rosario är en ort i Mexiko.   Den ligger i kommunen Ocosingo och delstaten Chiapas, i den sydöstra delen av landet, 800 km öster om huvudstaden Mexico City. El Rosario ligger 847 meter över havet och antalet invånare är 352.
Terrängen runt El Rosario är varierad. Runt El Rosario är det glesbefolkat, med 16 invånare per kvadratkilometer. Närmaste större samhälle är Ocosingo, 3,2 km nordväst om El Rosario. Omgivningarna runt El Rosario är en mosaik av jordbruksmark och naturlig växtlighet.